# Канадська екологічна катастрофа 1970 року
Канадська екологічна катастрофа 1970 року, також відома, як захворювання Мінамата в Онтаріо — це неврологічний синдром, викликаний гострим отруєнням ртуттю. Вона відбулася в Канадській провінції Онтаріо в 1970 році, особливо вплинувши на дві громади індіанців, розташовані в Північно-Західному Онтаріо, внаслідок споживання риби, зараженої ртуттю, і одну громаду в Південному Онтаріо через нелегальний викид промислових хімічних відходів. Хвороба була названа Мінамата (хвороба), оскільки симптоми були ідентичні колишнім випадкам отруєння ртуттю, що сталося в місті Мінатама, Японія.
Джерелом ртуті було електрохімічне виробництво хлору на Dryden Chemical Company Драйден, що працювало з 1962 року; швидкість надходження ртуті в довкілля оцінювалося в 15 кілограмів щоденно. За період з 1962 по 1970 роки в річкову систему Інгліш-Рівер надійшло понад 9000 кілограмів ртуті.